# إبراهيم المازني
إبراهيم عبد القادر المازني (10 أغسطس 1889 - 10 أغسطس 1949م) شاعر وناقد وصحفي وكاتب روائي مصري من شعراء العصر الحديث، عرف كواحد من كبار الكتاب في عصره كما عرف بأسلوبه الساخر سواء في الكتابة الأدبية أو الشعر واستطاع أن يلمع على الرغم من وجود العديد من الكتاب والشعراء الفطاحل حيث تمكن من أن يوجد لنفسه مكانًا بجوارهم، على الرغم من اتجاهه المختلف ومفهومه الجديد للأدب، فقد جمعت ثقافته بين التراث العربي والأدب الإنجليزي كغيره من شعراء مدرسة الديوان.
يستطيع الكاتب عن الشخصيات أن يختار المهنة التي تناسب الشخصيات التي يقدمها ولكن من الصعب أن يتخيل أحدا للمازني مهنة غير الأدب، «فخيل إليه أنه قادر على أن يعطي الأدب حقه، وأن يعطي مطالب العيش حقها، فلم يلبث غير قليل حتى تبيّن لهُ أنه خلق للأدب وحده، وأن الأدب يلاحقه أينما ذهب فلا يتركه حتى يعيده إلى جواره».
حاول المازني الإفلات من استخدام القوافي والأوزان في بعض أشعاره فانتقل إلى الكتابة النثرية، وخلف وراءه تراثًا غزيرا من المقالات والقصص والروايات بالإضافة للعديد من الدواوين الشعرية، كما عرف كناقد متميز .

## نشأته
ولد المازني في عام 1889م في القاهرة في الخديوية المصرية، ويرجع نسبه إلى قرية كوم مازن التابعة لمركز تلا بمحافظة المنوفية. ولقد تطلع المازني إلى دراسة الطب وذلك بعد تخرجه من المدرسة الثانوية اقتداءً بأحد أقاربه، ولكنه ما إن دخل صالة التشريح حتى أُغمي عليه، فترك هذه المدرسة وذهب إلى مدرسة الحقوق ولكن مصروفاتها زيدت في ذلك العام من خمسة عشر جنيها إلى ثلاثين جنيها، فعدل عن مدرسة الحقوق إلى مدرسة المعلمين. وعمل بعد تخرجه عام 1909 مدرسًا، ولكنه ضاق بقيود الوظيفة، وحدثت ضده بعض الوشايات فاعتزل التدريس وعمل بالصحافة حتى يكتب بحرية، كما عمل في البداية بجريدة الأخبار مع أمين الرافعي، ثم محررًا بجريدة السياسة الأسبوعية، كما عمل بجريدة البلاغ مع عبد القادر حمزة وغيرها في الكثير من الصحف الأخرى، كما انتشرت كتاباته ومقالاته في العديد من المجلات والصحف الإسبوعية والشهرية، وعرف عن المازني براعته في اللغة الإنجليزية والترجمة منها إلى العربية فقام بترجمة العديد من الأشعار إلى اللغة العربية، وتم انتخابه عضوًا في كل من مجمع اللغة العربية بالقاهرة، والمجمع العلمي العربي بمصر .

## أسلوبه الأدبي
عمل المازني كثيرًا من أجل بناء ثقافة أدبية واسعة لنفسه فقام بالإطلاع على العديد من الكتب الخاصة بالأدب العربي القديم ولم يكتف بهذا بل قام بالإطلاع على الأدب الإنجليزي أيضًا، وعمل على قراءة الكتب الفلسفية والاجتماعية، وقام بترجمة الكثير من الشعر والنثر إلى اللغة العربية حتى قال العقاد عنه: «إنني لم أعرف فيما عرفت من ترجمات للنظم والنثر أديباً واحداً يفوق المازني في الترجمة من لغة إلى لغة شعراً ونثراً».
يعد المازني من رواد مدرسة الديوان وأحد مؤسسيها مع كل من عبد الرحمن شكري، وعباس محمود العقاد، ولقد عشق الشعر والكتابة الأدبية وعمل في شعره على التحرر من الأوزان والقوافي ودعا كغيره من مؤسسي مدرسة الديوان إلى الشعر المرسل، هذا على الرغم من أننا نجد أنه غلب على شعرهم وحدة القافية، اتجه المازني للنثر وأدخل في أشعاره وكتاباته بعض المعاني المقتبسة من الأدب الغربي، وتميز أسلوبه بالسخرية والفكاهة، فأخذت كتاباته الطابع الساخر وعرض من خلال أعماله الواقع الذي كان يعيش فيه من أشخاص أو تجارب شخصية أو من خلال حياة المجتمع المصري في هذه الفترة، فعرض كل هذا بسلبياته وإيجابياته من خلال رؤيته الخاصة وبأسلوب مبسط بعيداً عن التكلفات الشعرية والأدبية. وتوقف المازني عن كتابة الشعر بعد صدور ديوانه الثاني في عام 1917م، واتجه إلى كتابة القصة والمقال الأخباري.

## التعبير بالصورة
حين يستخدم المازني الصورة في شعره «لا يستخدمها لذاتها، ولكن لأنها وسيلته الوحيدة إلى ما يؤمه، وقد تضيق الصورة وقد تتسع، فتكون صورة جزئية تتأزر مع أخوات لها ومع غيرها من وسائل الأداء لإتمام العمل الفني، يمتاح من نظرة العين وسماع الأذن، وتصور النفس مايجلو المراد». و«حين يرسم صورة كلية، فإنه أحيانا يتخذ الرمز وسيلته إلى ما يقصده، وتكون الوحدة العضوية بارزة إلى حد ما بين أجزاء صورته».

## من أعماله
قدم المازني العديد من الأعمال الشعرية والنثرية المميزة نذكر من أعماله:
- إبراهيم الكاتب، وإبراهيم الثاني – رواياتان،
- أحاديث المازني- مجموعة مقالات،
- حصاد الهشيم،
- خيوط العنكبوت،
- ديوان المازني،
- رحلة الحجاز،
- صندوق الدنيا،
- عود على بدء،
- قبض الريح،
- الكتاب الأبيض،
- قصة حياة،
- من النافذة،
- الجديد في الأدب العربي بالاشتراك مع طه حسين وآخرين،
- حديث الإذاعة بالاشتراك مع عباس محمود العقاد وآخرين،
- كما نال كتاب الديوان في الأدب والنقد الذي أصدره مع العقاد في عام 1921م شهرة كبيرة،

وغيرها الكثير من القصائد الشعرية، هذا بالإضافة لمجموعات كبيرة من المقالات، كما قام بترجمة مختارات من القصص الإنجليزي.

## مؤلفاته
له مجموعة من الكتب من بينها:
| - حصاد الهشيم (كتاب في النقد). - قبض الريح. - صندوق الدنيا (كتاب في السياسة والاجتماع). - خيوط العنكبوت. - إبراهيم الكاتب. | - عود على البدء. - في الطريق. - إبراهيم الثاني. - ثلاثة رجال وامرأة. - قصة حياة. |

ومن قصائد المازني:
| - ظمأ النفس إلى المعرفة. - الإنسان والغرور. - سحر الحب. - الشاعر المحتضر. | - وصي شاعر (على مثال وصية «هيني» الشاعر الألماني) - كأس النسيان - ما أضعت الهوى ولا خنتك الغيب. - أمطروا الدمع عليه لا الندى. |

يعد المازني من كبار كتاب عصره وبرز من بين كبار الكتاب في ذلك العصر أمثال عباس محمود العقاد ومصطفى الرافعي وطه حسين.

## وفاته
توفي المازني في مدينة القاهرة سنة 1949.

## طالع أيضًا
- مدرسة الديوان

## وصلات خارجية
- إبراهيم المازني على موقع أرشيف الشارخ.
- إبراهيم المازني على موقع الموسوعة البريطانية (الإنجليزية)
- صفحة الشاعر إبراهيم عبد القادر المازني على موقع أبجد
- صفحة اقتباسات الشاعر إبراهيم عبد القادر المازني على موقع أبجد
- بوابة الشعراء : ديوان إبراهيم المازني